# Palais de Tokyo
Palais de Tokyo, al cărui nume original este Palais des Musées d'Art Moderne, desemnează o clădire dedicată artei moderne și contemporane. Este situat la 13 avenue du President Wilson din arondismentul 16 al Parisului, urmând malurile Senei la câteva sute de metri nord-est de Palais de Chaillot, cu un stil arhitectural asemănător. Fațada clădirii este complet placată cu marmură.
Clădirea în cauză se numește „Palais de Tokyo”, după numele „Quai de Tokio” (acum Avenue New-York) de pe malul Senei, peste care domină fațada sa de sud-est.

## Legături externe
- Palais de Tokyo